# Дијадоси
Дијадоси (грчки Διάδοχοι - наследници) су били генерали Александра Македонског, који су након његове смрти међусобним ратовима поделили царство. Ти међусобни ратови су почетак хеленистичког периода, када су многи народи прихватили грчку цивилизацију. После 40 година ратова дијадоха формирају се три династије:
- Селеукиди у Персији, Вавилонији и Малој Азији
- Птолемејиди или Лагиди у Египту
- Антигониди у Грчкој и Македонији

## Александрова смрт 323. п. н. е.
Када је умро Александар Македонски 323. п. н. е. оставио је огромно царство без наследника. Одмах су почеле свађе око наследства. Мелеагар и пешадија подржавали су Александровог полубрата Архидеа, док је главни командант коњице Пердика сматрао да треба чекати рођење тада још нерођеног Александровог детета. Склопљен је компромис по коме ће Архидео бити краљ (као Филип III) и заједно ће владати са дететом. Пердика по томе постаје регент, а Мелеагар његов помоћник. Убрзо Пердика убија Мелеагра и друге вође и преузима контролу.
Они генерали који су подржавали Пердику добијају сатрапије:
- Птолемеј добија Египат
- Лаомедон добија Сирију и Феникију
- Филота добија Киликију
- Питон добија Медију
- Антигон добија Фригију, Ликију и Памфилију
- Лисандар добија Карију
- Менандар добија Лидију
- Лизимах добија Тракију
- Леонат добија Хелеспонтску фригију
- Неоптолем добије Јерменију
- Антипатар и Кратер заједнички владају Македонијом и Грчком
- Еумен добија Кападокију и Пафлагонију

На истоку Пердика је оставио онакву власт каква је била за Александра.

## Побуна у Грчкој 323. п. н. е.- 322. п. н. е.
На вест о Алекасандровој смрти у Грчкој почиње побуна позната и као Ламијски рат. Атина и други градови опседају Антипатра у Ламији. Леонат долази у помоћ и ослобађа га опсаде, али сам гине у бици. Рат не престаје све до доласка Кратерове флоте, која побеђује Атињане у бици код Кранона 5. септембра 322. п. н. е. Тиме су Грци поново под македонском доминацијом.

## Ратови дијадоха 322. п. н. е. - 301. п. н. е.

### Први рат дијадоха 322. п. н. е. - 320. п. н. е.
Пердиков брак са Александровом сестром Клеопатром доводи до побуне. Антипатер, Кратер, Антигон и Птолемеј се удружују против Пердике. Повод за рат је нађен у Птолемејевој крађи и одношењу Александровог тела у Египат. Кратер је убијен у бици, а Пердику током припреме инвазије на Египат убијају његови генерали Селеук, Антигон и Питон.
Сада Птолемеј склапа споразум са Пердикиним убицама. Питон и Архидеј постају регенти, а они брзо склапају споразум са Антипатером. Антипатар постаје регент. Антигон задржава Фригију, Ликију и Памфилију. Птолемеј задржава Египат, а Лизимах Тракију, док Пердикине убице добијају источне крајеве. Селеук добија Вавилон, Питон добија Медију, а Антиген Елам са Сузом. Антипатер задржава контролу Европе, а Антигон са најјачом армијом истока има сличну позицију у Азији.

### Други рат дијадоха 319. п. н. е. - 315. п. н. е.
После смрти Антипатера избија рат. Антипатер је прескочио свог властитог сина Касандра и Полиперхона је именовао регентом. Зато после његове смрти између ове двојице избијају сукоби у које се одмах мешају други. Касандру помажу Антигон и Птолемеј, а Полиперхону помаже Еумен. Полиперхон је потиснут из Македоније и бежи у Епир заједно са Александровим сином, краљем дететом. У Епиру добијају помоћ Александрове мајке, па освајају Македонију. Убрзо Касандар поново контролише Македонију и краља дете. После великих битака Еумена издају и убијају његови војници, тако да Антигон постаје још моћнији господар азијског дела царства

### Трећи рат дијадоха 314. п. н. е. - 311. п. н. е.
Антигон је постао прејак, да би то остали дијадоси трпјели. Птолемеј, Лизимах и Касандар га нападају. Антигон врши инвазију Сирије, која је била у Птолемејевом делу царства. Опседа Тир више од годину дана. Полиперхон стаје на страну Антигона. Птолемеј побеђује Антигонова сина у бици код Газе 312. п. н. е. Селеук је осигурао контролу Вавилона и целог источног дела царства.
Антигон склапа мир са Птолемејем, Лизимахом и Касандром, а наставља рат са Селеуком, покушавајући повратити изгубљене источне делове. Опседа Вавилон 309. п. н. е., али након пораза против Селеука присиљен је да се повуче.
Касандар убија сина Александра Македонског, и тиме је прекинута династија, која је владала Македонијом неколико векова.

### Четврти рат дијадоха 308. п. н. е. - 301. п. н. е.
Рат брзо избија. Птолемеј се шири на Кипар и Егеј, а Селеук се шири источно. Антигон наставља рат, шаљући свог сина Деметрија да освоји Грчку. Осваја Атину 307. п. н. е. Деметрије врши инвазију Кипра и побеђује Птолемејеву флоту у бици код Саламиса 306. п. н. е. После победе Антигон и Деметрије узимају круну, а то после њих чине и Птолемеј, Селеук, Лизимах и Касандар.
Антигон покушава 306. п. н. е. да освоји Египат, али олуја их спречава у науму. Антигонов син Деметрије опседа Родос 305. п. н. е. Родосу помажу Птолемеј, Лизимах и Касандар. На крају се постиже компромис. Родос ће помагати Антигона против свих непријатеља осим против Птолемеја. Деметрије сада има слободне руке и креће поново у походе по Грчкој. Побећује Касандра и формира Хеленски Савез, да би се одбранили грчки градови против непријатеља.
Касандар моли за мир, а Антигон одбија. Деметрије покушава заузети Тесалију, где се бори са Касандром. Касандар позива савезнике у помоћ. Да би притисли Антигона, Лизимах осваја западну Анадолију. Међутим Антигон и Деметрије га изолују 301. п. н. е. близу Ипса. Селеук долази на време спасавајући Лизимаха. Селеук побећује Антигона у бици код Ипса. Антигон је убијен у бици. Лизимах и Селеук деле Антигонове азијске територије. Лизимах добија западну Малу Азију, Касандров брат Киликију и Ликију, а Селеук остатак.

## Борба за Македонију 298. п. н. е. - 285. п. н. е.
Касандар умире 298. п. н. е., а његови синови се показују слабим. Један од синова зове у помоћ Деметрија, који је задржао контролу над Кипром, Пелопонезом и многим егејским острвима, а заузео је и Киликију и Ликију. Деметрије убија Касандаровог сина и постаје сам владар Македоније 294. п. н. е. Док је консолидовао власт у Грчкој, остале територије му падају у руке других дијадоса.
Лизимах узима западну Анадолију, Селеук узима већину Киликије, а Птолемеј осваја Кипар, Ликију и источну Киликију.
Убрзо Лизимах и Пир потичу немире у Македонији, па Деметрије напушта Македонију. Грчку дају Деметријеву сину Антигону II. Деметрије покушава освајањима на истоку. Селеук коначно хвата Димитрија 286. п. н. е. .

## Борба Лизимаха и Селеука 285. п. н. е. - 281. п. н. е.
Лизимах и Пир истерују Антигону II из Атине у Тесалију, а онда Лизимах истерује и Пира из Македоније. Када је Лизимах убио свог сина, жена му је отишла код Селеука, који побеђује Лизимаха у бици код Корупедија у Лидији 281. п. н. е.,

## Последице
Формирају се три династије на просторима царства Александра Македонског
- Селеукиди у Персији, Вавилонији и Малој Азији
- Птолемејиди или Лагиди у Египту
- Антигониди у Грчкој и Македонији